# Venise, la voile jaune
Venise, la voile jaune est un tableau réalisé en 1904 à Venise (Italie), par le peintre français Paul Signac. Cette huile sur toile divisionniste est une marine qui représente un voilier dans la lagune devant le campanile de Saint-Marc. Donnée par Adèle et George Besson en 1963, l'œuvre fait partie des collections du musée national d'Art moderne, à Paris. Depuis janvier 1972, elle se trouve en dépôt au musée des Beaux-Arts et d'Archéologie de Besançon.

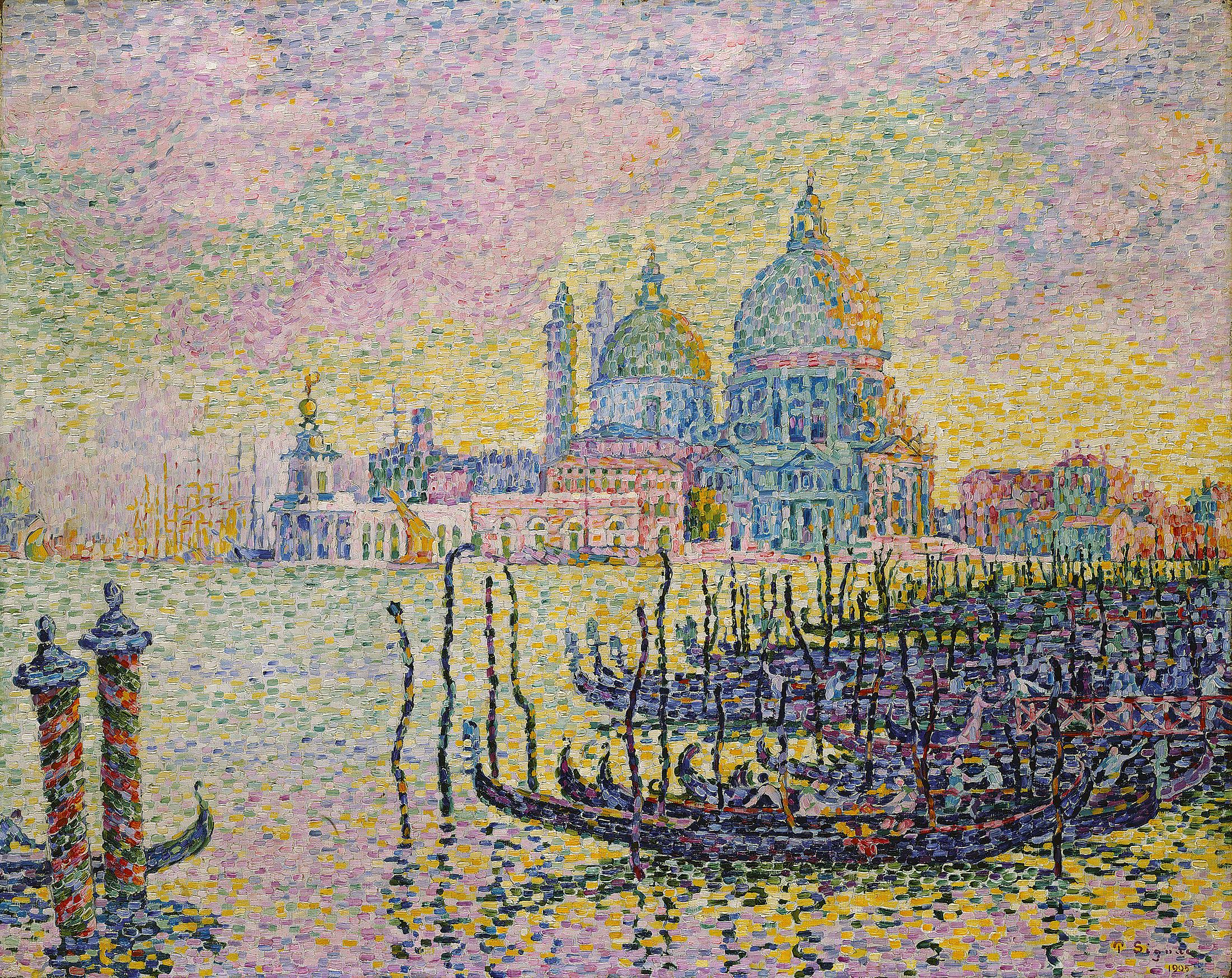
Le Grand Canal à Venise, 1905 – Musée d'Art de Toledo, Toledo.